# Neophema petrophila
Neophema petrophila е вид птица от семейство Psittaculidae.

## Разпространение
Видът е разпространен в Австралия.